# مارييتا ستو
ماريتا ستو (1830أو 1837 -1902) سياسية أمريكية وناشطة في مجال حقوق المرأة. خلال حياتها المهنية في القانون والسياسة، دعت ستو لمنح المرأة حق التصويت والوصول إلى المناصب السياسية وإصلاح القوانين.
ترشحت ستو لمنصب حاكم ولاية كاليفورنيا عام 1882، كمرشحة حزب المرأة السياسي المستقل. كما عملت مع كلارا فولتز على ترشيح بيلفا آن لوكوود لمنصب رئيس الولايات المتحدة ودعمت ستو حصول لوكوود على ترشيح حزب الوطني للحقوق المتساوية كمرشحة لمنصب نائب الرئيس في انتخابات الرئاسة عام 1884.

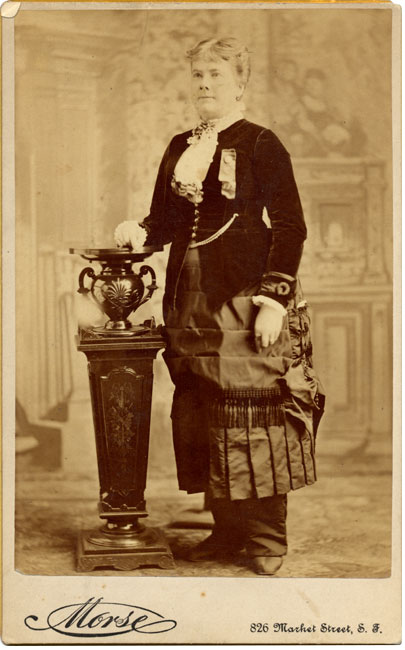
مارييتا ستو

في انتخابات الرئاسة الأمريكية عام 1892، كانت مرشحة مرة أخرى لمنصب نائب الرئيس، حيث قدم ترشيحها في 21 سبتمبر في فندق ويلاد في بوفيل في نيويورك. في هذه المرة حازت فكتوريا وودهل المرتبة الأولى في الترشيح.
كانت ستو رئيسة تحرير نشرة «هيرالد النساء الصناعية».

## مطالعة إضافية
- Reda Davis. The Life of Marietta Stow, Cooperator'.
- California Women: A Guide to Their Politics, 1885-1911.
- Donna Schuele (1995). "In Her Own Way: Marietta Stow's Crusade for Probate Law Reform Within the Nineteenth-Century Women's Rights Movement," كلية ييل للحقوق Journal of Law and Feminism 7 (2): 279-306 (partly online)

## وصلات خارجية
- Picture This: California’s Perspectives on American History نسخة محفوظة 7 أغسطس 2011 على موقع واي باك مشين.
- Stow, Marietta نسخة محفوظة 15 ديسمبر 2012 at Archive.is
- Belva Ann Lockwood: For Peace, Justice, and President By Frances A. Cook
- Stumpers-L Archive